# Episoder (film fra 2002)
 For alternative betydninger, se Episoder. (Se også artikler, som begynder med Episoder)
Episoder er en dansk animationsfilm fra 2002 instrueret af Christian Ballund.

## Handling
Denne artikel mangler et handlingsreferat. Hjælp os med at skrive det.

## Medvirkende
- Simon Jul Jørgensen
- Søren Vejby